# Nina Maslova
 (février 2018).
Si vous disposez d'ouvrages ou d'articles de référence ou si vous connaissez des sites web de qualité traitant du thème abordé ici, merci de compléter l'article en donnant les références utiles à sa vérifiabilité et en les liant à la section « Notes et références ».
Nina Konstantinovna Maslova (en russe : Нина Константиновна Маслова), née le 27 novembre 1946 à Riga est une actrice soviétique puis russe.

## Biographie
De 1965 à 1967, Nina Maslova fait ses études à l'école du théâtre d'art de Moscou. De 1967 à 1971, elle est étudiante à l'Institut national de la cinématographie (VGIK) dans la classe de Sergueï Guerassimov et Tamara Makarova. Depuis 1971, elle est actrice du Théâtre national d'acteur de cinéma.

## Filmographie

### Cinéma
- 1969 : Au bord du lac Baïkal (У озера) de Sergueï Guerassimov : épisode
- 1972 : Les Nerfs, les nerfs (Нервы, нервы) de Vadim Zobine : Nina, femme d'Edouard
- 1972 : Russkoye pole : Nina
- 1973 : Ivan Vassilievitch change de profession de Leonid Gaïdaï : tsarine Marfa
- 1973 : Tovarizhch brygada : Marina
- 1975 : Afonia de Gueorgui Danielia : Elena
- 1976 : Ocalic miasto : Macha
- 1976 : Soviel Lieder, soviel Worte : Maria
- 1978 : Ich will euch sehen : Nadia
- 1978 : Molodost s nami : Varia Streltsova
- 1978 : Pravo pervoy podpisi : femme de Kozakov
- 1984 : Pesochnye chasy
- 1985 : Iskrenne vash... : Olga, serveuse
- 1985 : Opasno dlya zhizni!
- 1985 : Salon krasoty : Nina Konstantinovna, réalisatrice de télévision
- 1987 : Moy lyubimyy kloun
- 1987 : Vezuchaya
- 1990 : Aferisty
- 1991 : Dépression d'Aloizs Brenčs : Lyuda
- 1993 : Fuchzhou
- 2003 : Blagoslovite zhenshchinu
- 2014 : Tayna tyomnoy komnaty

### Télévision

#### Séries télévisées
- 1972 : The Long Recess : Korovyanskaya
- 1976 : Le Héritiers : Tanya Kazakova
- 1978 : Goloubka : Nina
- 1999 : D. D. D. Dossier du détective Dubrovski : mère de Lera

#### Téléfilms
- 1976 : Moyo delo : Olga

## Prix et distinctions
Elle a été nommée Artiste émérite de la fédération de Russie en 2006.